# Retinta
La retinta es una raza de ganado vacuno.

## Censo y distribución
En 2006, se cuentan 137.000 hembras reproductoras censadas, distribuyéndose por Andalucía Occidental y Extremadura, generalmente asociada a zonas de dehesa y monte bajo.
La Asociación Nacional de Criadores de Ganado Selecto de Raza Retinta es la encargada de velar por la pureza de la raza Retinta y la depositaria del Libro Genealógico

## Cualidades y aptitudes
Es una raza dotada de gran rusticidad, muy adaptada a las difíciles condiciones agroclimáticas de su zona de explotación, es un medio ecológico de fuertes contrastes, con altas temperaturas en verano y grandes fríos en invierno. Esta rusticidad le permite realizar grandes desplazamientos en la búsqueda de pastos. A causa de su cría en extensivo desarrolla un carácter algo desconfiado, a veces hosco, sobre todo cuando está acompañada del ternero, con el cual manifiesta una buena aptitud maternal. Es muy apta para el cruzamiento con otras razas más seleccionadas hacia la producción cárnica y muy longeva, pues alcanza hasta los 9-10 partos.

## Descripción morfológica y faneróptica
Es subconvexa y longilínea, de 550 a 600 kg las hembras y de 900 a 1000 kg los machos, llegan a pesar 1000 kg y 1400 kg respectivamente cuando están preparados para exposiciones en ferias

### Morfología
- Cabeza: mediana, alargada en las hembras y corta en los machos *Frontal: ancho y arqueado, tanto lateral como longitudinalmente *Occipital: redondeado y manifiesto
- Orejas medianas y órbitas desdibujadas
- Cuernos en gancho alto en los machos y estrepsiceros en las hembras. En Éstas, la cara es larga y fina, terminando en hocico poco desarrollado
- Cuello: fuerte, corto y musculado en los machos, mediano, fino y aplanado en las hembras. En ambos sexos la inserción en el tronco es profunda y presentan papada de gran desarrollo y discontinua.
- Tronco: alargado, de gran profundidad en el tercio anterior
- Cruz poco destacada, estrecha y larga. Línea dorso-lumbar recta y horizontal
- Espalda larga y ancha y de escaso desarrollo
- Grupa ligeramente inclinada, a veces estrecha, pero no corta. Línea de la nalga recta en hembras y subconvexa en machos. Esta silueta se modifica en animales bien alimentados
- Extremidades proporcionales, algo largas, de hueso fino y generalmente bien aplomados
- Cola grosera de nacimiento alto.

### Faneróptica
La piel es fina y relativamente abundante. La capa es uniforme, colorada en sus diferentes tonalidades, desde la rubia hasta la roja y la retinta. Presenta degradaciones en la cola, en el vientre, axilas y región inguinal, así como cara interior de los miembros. Mucosas sonrosadas. Pezuña esclarecida. Cuerno blanco en la pala y melero o verdoso en las puntas. Ojo de perdiz y borlon de la cola más claro.

## Reproducción
Los caracteres de fertilidad y fecundidad no pueden ser valorados si no existe una tasa adecuada de nutrientes, así en años climáticamente malos, la fertilidad oscila entre el 45-50%, mientras que en los buenos aumenta hasta el 92-95%, ya que en explotaciones extensivas y animales escasamente desarrollados, la función sexual es una actividad de lujo, sacrificándose la reproducción a la supervivencia de las madres, Los partos se concentran en los meses de octubre-noviembre y marzo-abril, no existiendo apenas los partos distocicos o enfermedades del aparato genital. La edad al primer parto oscila entre los 33 y 44 meses. El espacio entre partos ronda los 16 meses, aunque en años muy malos paren cada 2 años o bien 2 partos en 2 años.

## Capacidad lechera de las madres
No existen controles del rendimiento de leche. Teniendo en cuenta la ganancia media diaria de las terneras y el índice de transformación de la leche en ganancia de peso vivo, se estima que en los primeros 4 meses produce de 7 a 9 kg de leche diaria, entre el 4º y 5º mes de 4-5 kg y a partir del 5º mes de 2-3 kg.

## Producción de carne

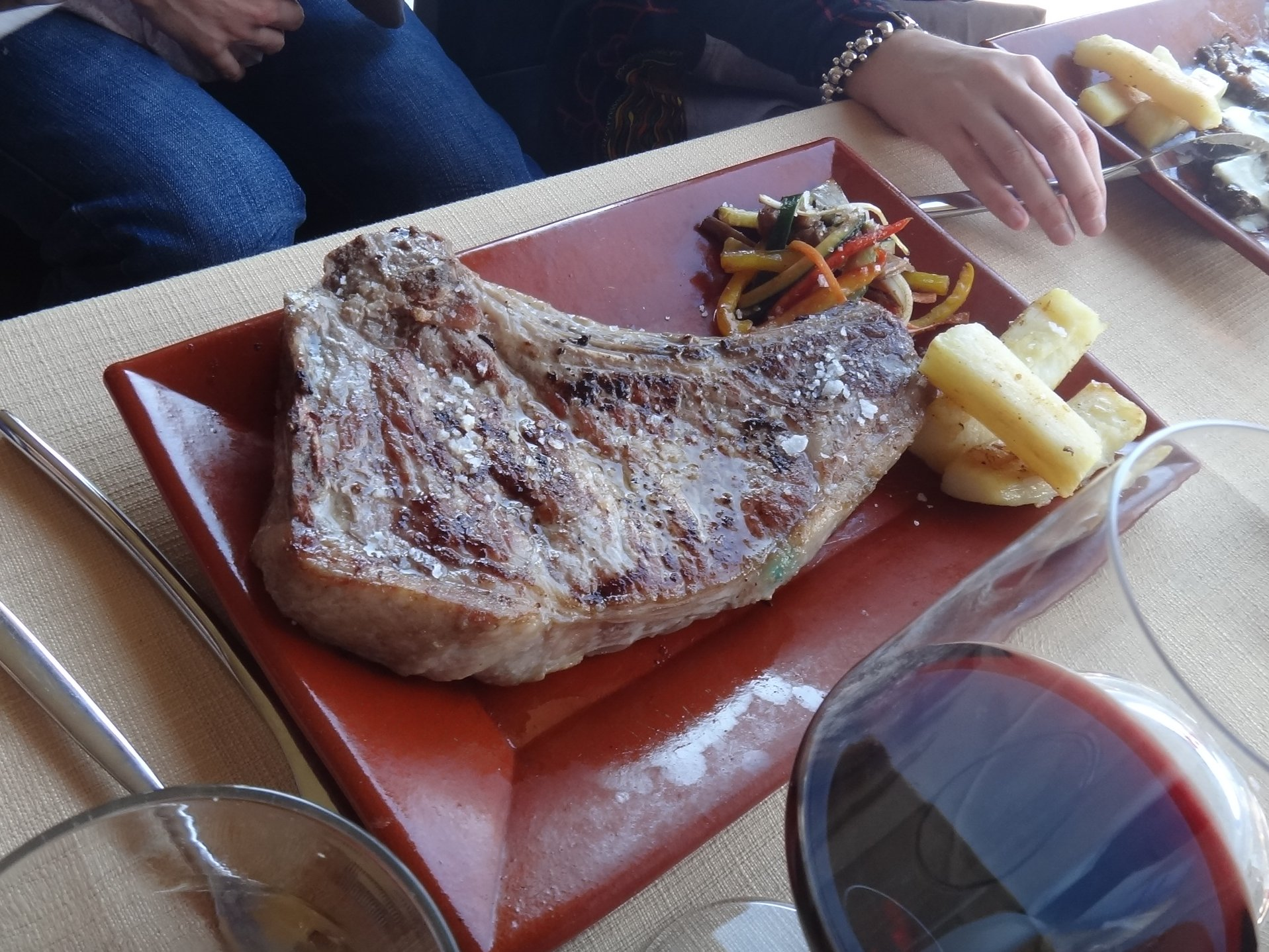
Chuletón de Retinto

El peso al nacer en los machos es de 26 a 37 kg, y en las hembras de 24 a 34 kg. Al año: los machos pesan entre 300 y 325 kg y las hembras alrededor de los 270 kg. A los 18 meses los pesos se elevan hasta los 425 kg en los machos y los 375 kg en las hembras. El peso vivo se ve influido enormemente por las condiciones del medio ecológico y por ellos estos pesos son orientativos.
La ganancia media diaria está alrededor de 730 g en machos y 715 g en hembras a los 8 meses. Pero no es la media lo que más importa, sino las ganancias por periodos concretos. Y así habiendo una ganancia aceptable hasta los 4 meses, se reduce mucho al 5º mes, se conserva el peso vivo durante el sexto y se producen perdidas frecuentes de peso al 7º. La fase de adaptación final y destete es crítica en el Retinto en explotaciones extensivas, con acusadas perdidas de peso vivo. Hay una recuperación posterior en peso con ganancias incluso de 2 kg. El rendimiento a la canal en añojos es del 52-56% y el de los cebones en estabulación hasta 60%. La canal está compuesta por un 73% de músculo, un 15% de hueso y un 7% de grasa.
La comercialización de la carne de estos animales únicamente está certificada por la Marca de Calidad "Carne de Retinto", bajo la que se sacrifican machos con pesos de 280 a 320 kg de canal. No se debe caer en la estafa existente por algunos distribuidores que la comercializan bajo la I.G.P. Ternera de Extremadura.
Gracias al clima y a las cualidades de la biología del suelo de Andalucía y Extremadura, las mejores carnes se producen en estas comunidades autónomas,.
El 27 de febrero de 2014 se comenzó a etiquetar "Carne de Retinto" con el logo de "Autóctono 100 %" autorizado por el Ministerio de Agricultura, Alimentación y Medio Ambiente en noviembre de 2013, siendo la primera entidad en conseguirlo.
Anualmente se celebran diversas actividades culinarias sobre el Retinto, como la "Feria del Retinto"